# Stipeae
Stipeae, tribus trava u potporodici Pooideae.

## Rodovi
1. Achnatherum P. Beauv.
2. × Achnella Barkworth
3. Aciachne Benth.
4. Amelichloa Arriaga & Barkworth
5. Anatherostipa (Hack. ex Kuntze) Peñail.
6. Anemanthele Veldkamp
7. Austrostipa S. W. L. Jacobs & J. Everett
8. Celtica F. M. Vázquez & Barkworth
9. Eriocoma Nutt.
10. Hesperostipa (Elias) Barkworth
11. Macrochloa Kunth
12. Nassella (Trin.) É. Desv.
13. Oloptum Röser & Hamasha
14. Ortachne Nees
15. Orthoraphium Nees
16. Oryzopsis Michx.
17. Pappostipa (Speg.) Romasch. et al.
18. Patis Ohwi
19. Piptatheropsis Romasch. et al.
20. Piptatherum P. Beauv.
21. Piptochaetium J. Presl
22. Psammochloa Hitchc.
23. Ptilagrostis Griseb.
24. Stipa L.
25. Stipellula Röser & Hamasha
26. × Stiporyzopsis B. L. Johnson & Rogler
27. Timouria Roshev.